# Бунов
Бу́нов (укр. Бунів) — село в Яворовской городской общине Яворовского района Львовской области Украины.
Население по переписи 2001 года составляло 795 человек. Занимает площадь 2,13 км². Почтовый индекс — 81040. Телефонный код — 3259.

## Галерея

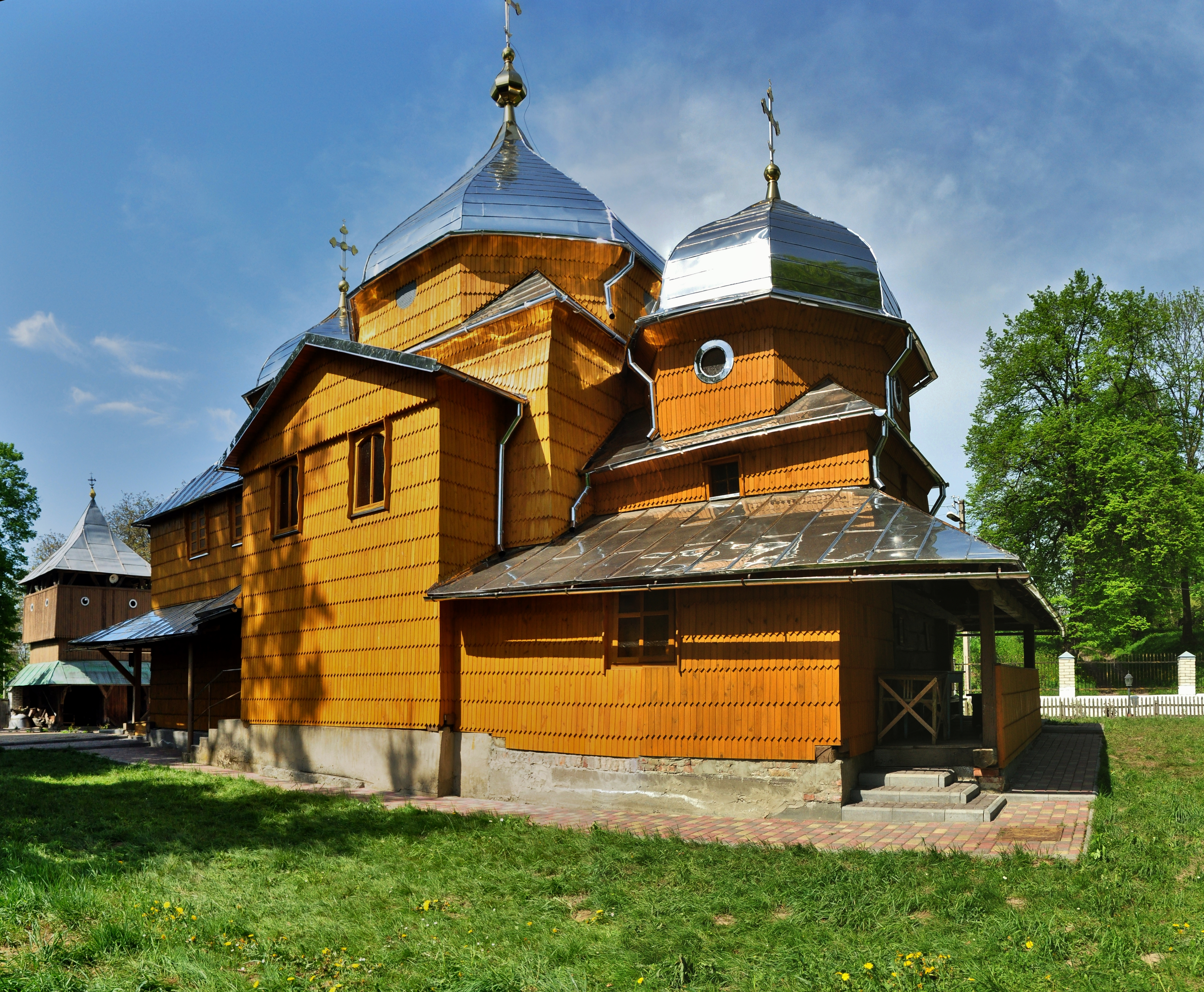
Церковь св. Параскевы
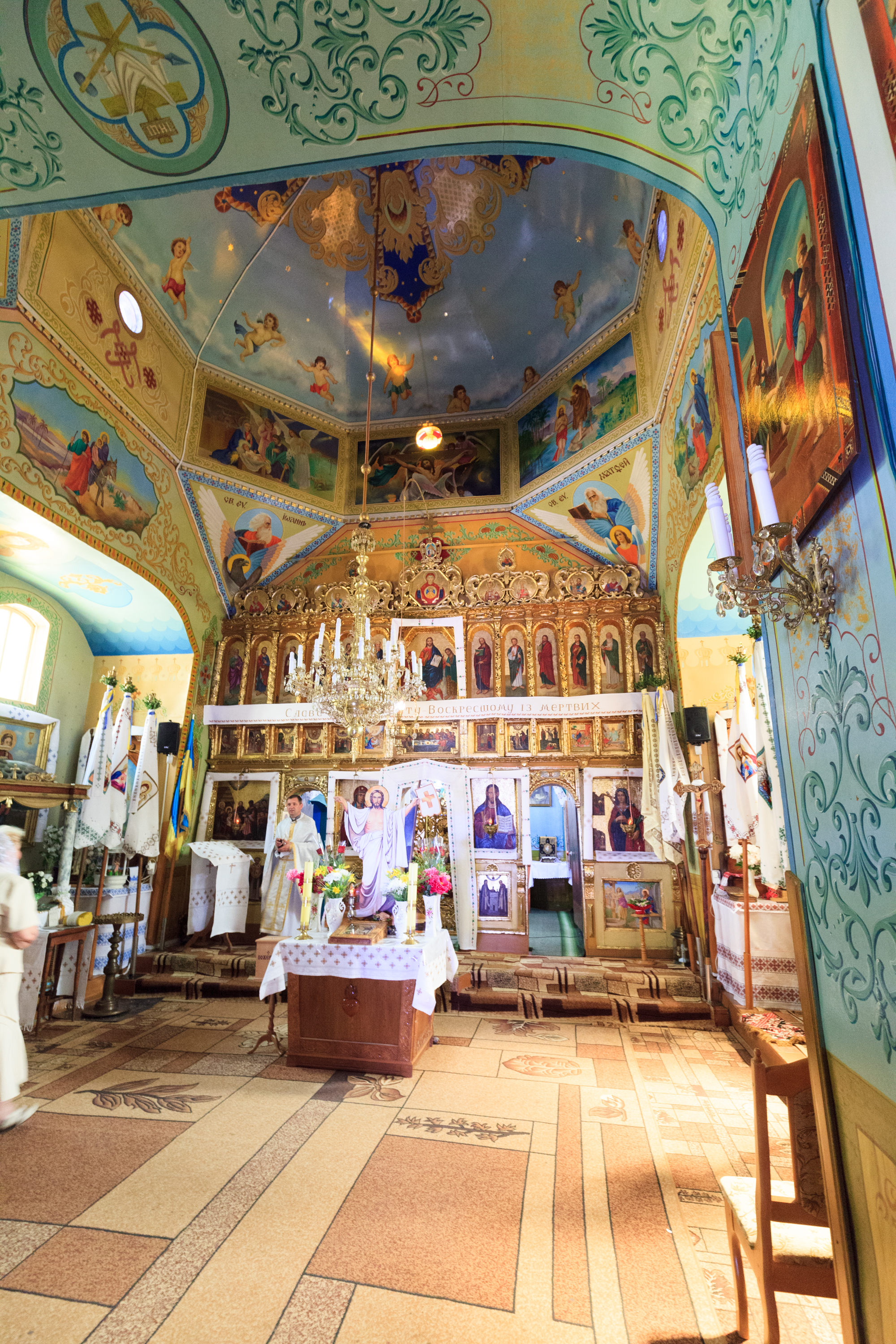
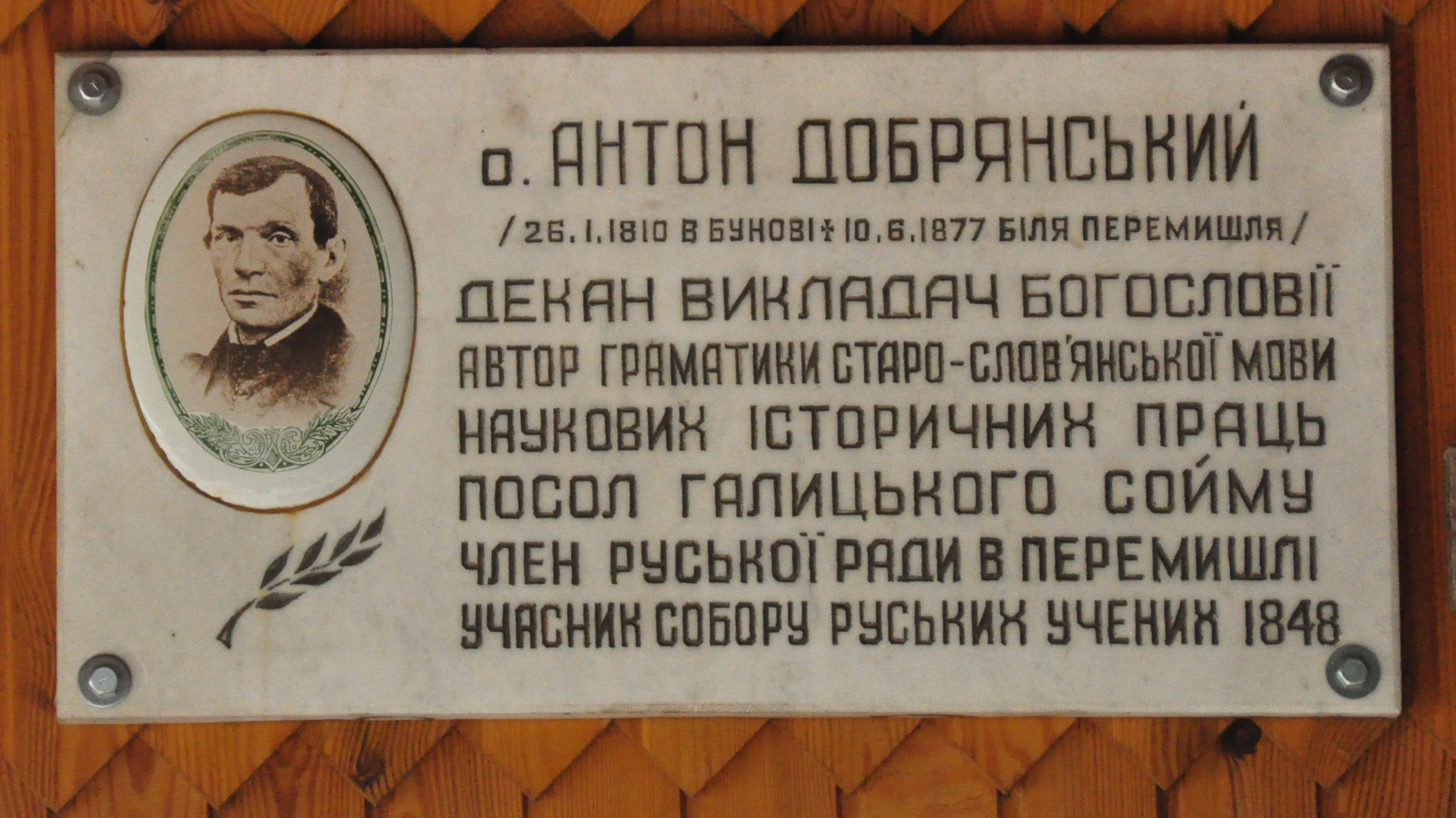
Памятная доска о. Антония Добрянского
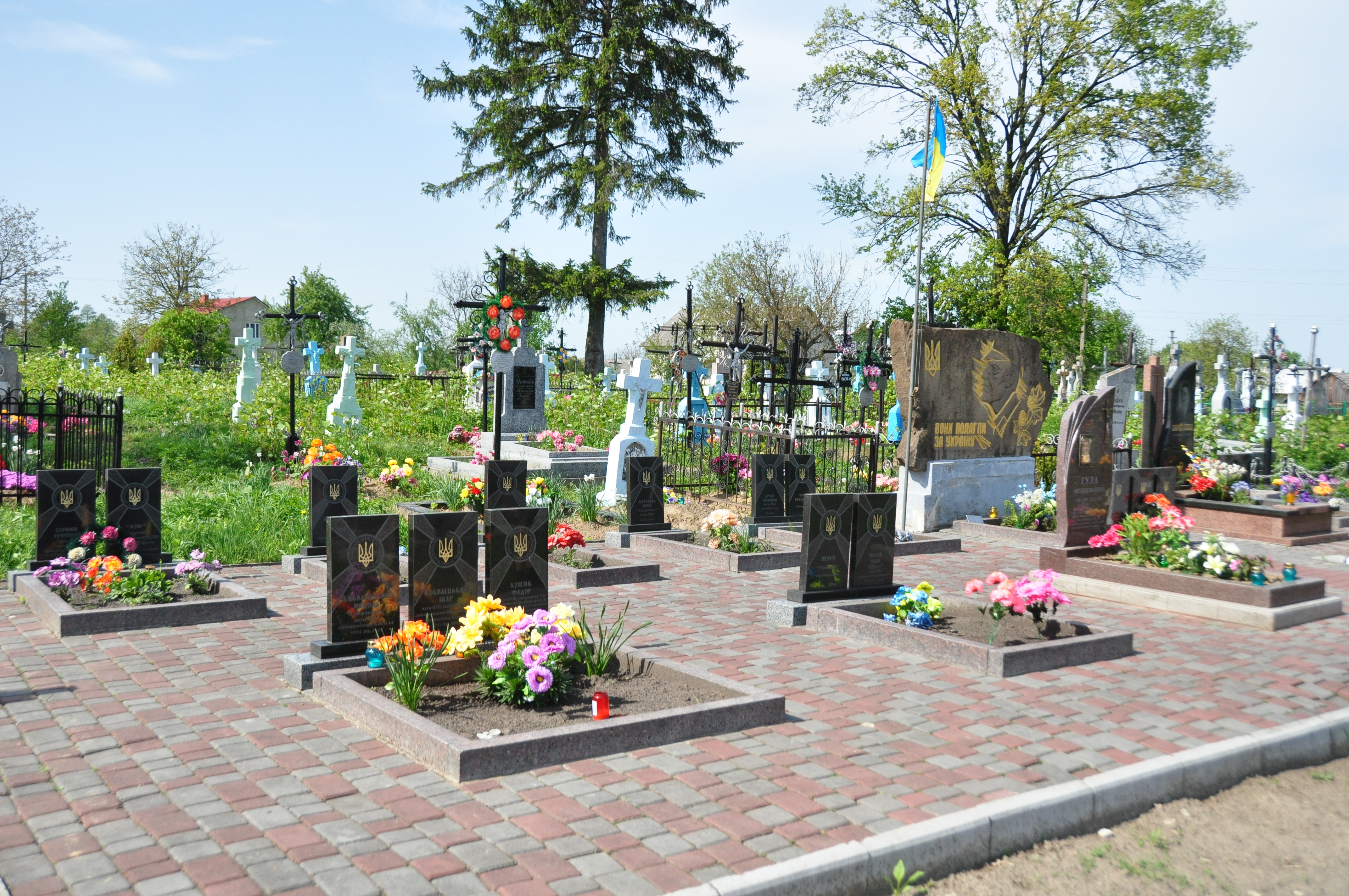
Мемориал воинам ОУН-УПА
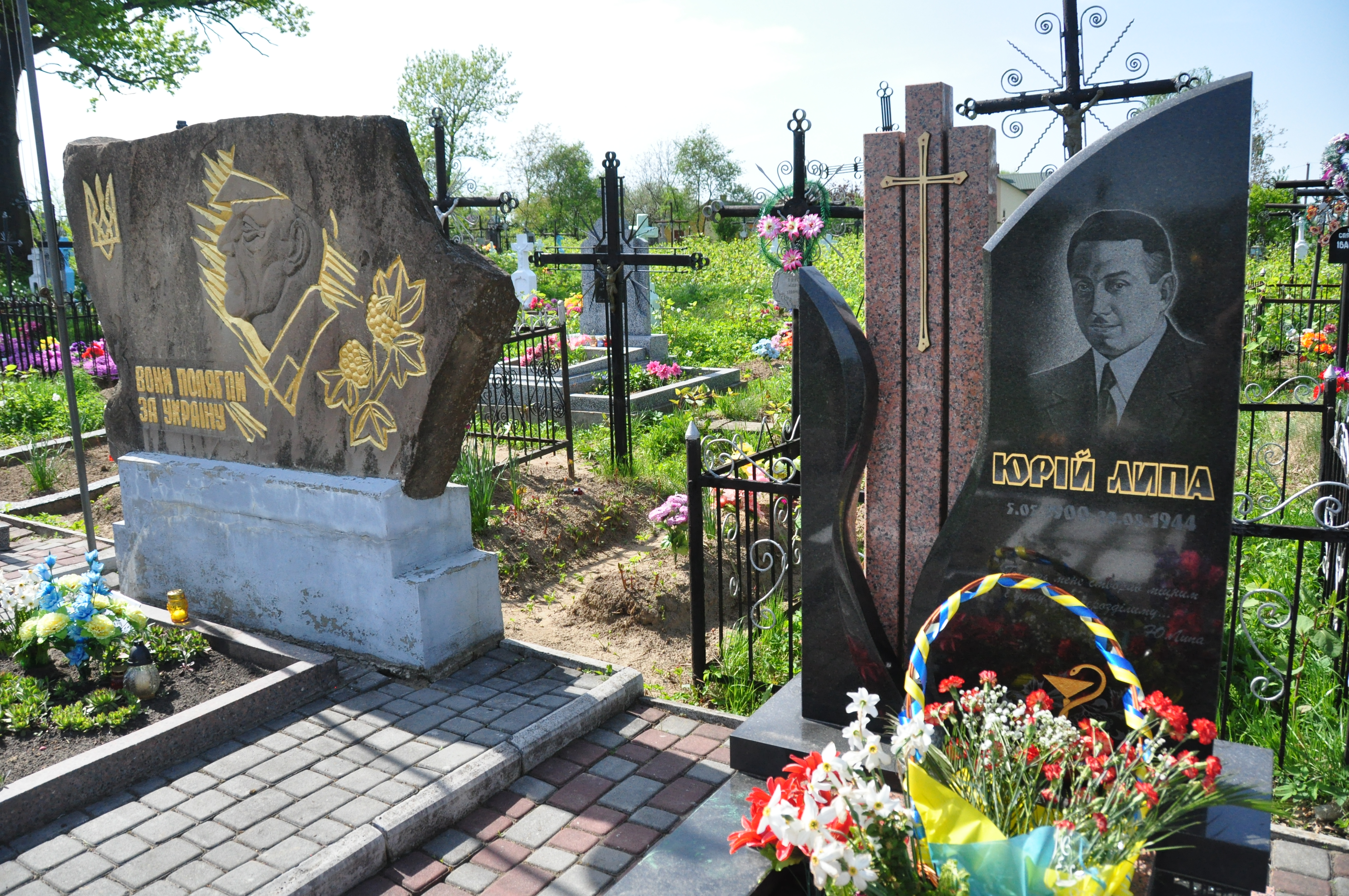
Могила Юрия Липы